# Memorando Transilvano

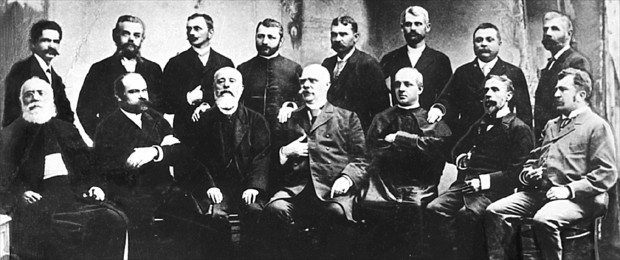
Os signatários do Memorado
(em pé, da esquerda para a direita): Dionisie Roman, Patriciu Barbu, Dr. D.O.Barcianu, Gherasim Domide, Dr. Teodor Mihali, Dr. Aurel Suciu, Mihaiu Veliciu, Rubin Patița;
(sentados, da esquerda para a direita) Niculae Cristea, Iuliu Coroianu, Gheorghe Pop de Băsești, Dr. Ioan Rațiu, Dr. Vasile Lucaciu, Dimitrie Comșa, Septimiu Albini.

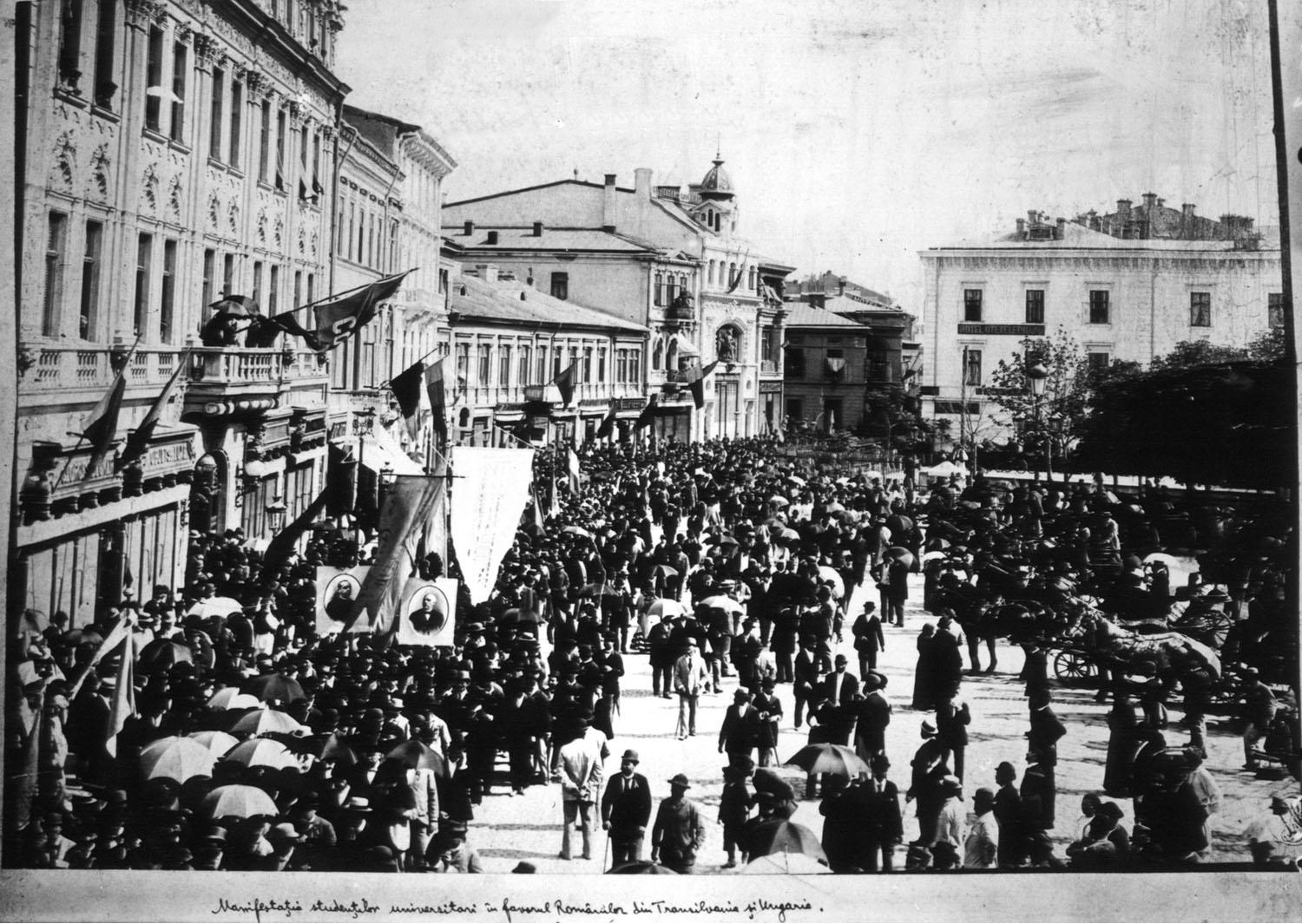
Protestos de junho de 1892 em Bucareste em apoio ao Memorando.

O Memorando Transilvano foi uma petição enviada em 1892 por líderes romenos da Transilvânia ao imperador austro-húngaro Francisco José I, pedindo direitos de igualdade étnica com os húngaros e exigindo o fim das perseguições e tentativas magiarização.